# Orchestre philharmonique de Paris
Het Orchestre philharmonique de Paris (Frans voor Philharmonisch orkest van Parijs) was de naam van vier verschillende Franse symfonieorkesten in Parijs. De belangrijkste ervan was de eerste, dat bestond van 1935-1938 onder leiding van dirigent Charles Munch. Dit orkest speelde een groot aantal premières van eigentijdse Franse componisten.
Het tweede orkest met dezelfde naam werd opgericht in 1950, ook wel Orchestre de la Société philharmonique de Paris genoemd, onder leiding van Jules Gressier en René Leibowitz, en maakte een groot aantal opnames voor de labels Classic en Le Chant du Monde.
In 1958 richtte de Amerikaanse dirigent Léon Barzin een derde Orchestre philharmonique de Paris op dat tot halverwege de jaren 1960 zou blijven spelen.
In 1987 werd een vierde Orchestre philharmonique de Paris opgericht, met als doel het opnemen van muziek voor films en tv-programma's, onder leiding van Lalo Schifrin. Hun eerste concert werd gehouden op 26 januari 1988 in het Théâtre des Champs-Élysées.

## Premières door het eersteOrchestre philharmonique de Paris(1935-1938)
- Les Saisons van Louis Aubert (1935)
- Quatre Préludes voor strijkorkest van Henry Barraud (1938)
- Symfonie in D majeur van Robert Casadesus (1935)
- Musique de cour voor fluit, viool en orkest van Jean Françaix (1937)
- Cantate pour le temps pascal, op. 47 van Maurice Jaubert (1938)
- Symfonie nr. 1 van Arthur Lourié (1938)
- Prélude et invention voor strijkorkest van Marcel Mihalovici (1938)
- Les Amours de Ronsard voor solistenkwartet en orkest van Darius Milhaud (1935)
- Introduction et Marche funèbre van Darius Milhaud (1936)
- Symfonie nr. 2 van Jean Rivier (1938)
- Oriane et le Prince d'amour, orkestsuite van Florent Schmitt (1937)